# Psychotherapeutisches Propädeutikum
Das Psychotherapeutische Propädeutikum ist in Österreich seit 1992 der erste Teil einer zweistufigen Ausbildung zum Psychotherapeuten. Die darauf aufbauende zweite Stufe ist das Fachspezifikum.
Die Ausbildung zum Psychotherapeuten bzw. zur Psychotherapeutin erfolgt in Österreich nach dem Psychotherapiegesetz BGBl. Nr. 361/1990.
Derzeit sind knapp 20 Ausbildungseinrichtungen für das Psychotherapeutische Propädeutikum zugelassen – in Wien, Krems an der Donau, Linz, Graz, Salzburg, Klagenfurt, Innsbruck oder am Bodensee. Die traditionellen Ausbildungsträger sind Vereine, es gibt jedoch auch die Möglichkeit, das Propädeutikum im kirchlichen oder im universitären Kontext (z. B. Donau-Universität) zu absolvieren.
Das Propädeutikum umfasst einen theoretischen und einen praktischen Teil. Im theoretischen Teil wird Wissen verschiedener Fachgebiete vermittelt, beispielsweise die psychologische Diagnostik, Methodik in Forschung und Wissenschaft, Ethik, Psychiatrie oder die rechtlichen Grundlagen. Das österreichische Psychotherapiegesetz hat die Inhalte dieses Ausbildungsabschnitts genau definiert:
- Der theoretische Teil umfasst zumindest 765 Stunden, davon
  - 120 Stunden zu Grundlagen und Grenzbereichen der Psychotherapie, Problemgeschichte und Entwicklung der psychotherapeutischen Schulen,
  - 30 Stunden Persönlichkeitstheorien
  - 60 Stunden Allgemeine Psychologie und Entwicklungspsychologie
  - 30 Stunden Rehabilitation, Sonder- und Heilpädagogik
  - 60 Stunden psychologische Diagnostik und Begutachtung
  - 60 Stunden psychosoziale Interventionsformen
  - 30 Stunden Einführung in die medizinische Terminologie
  - 120 Stunden Psychiatrie, Psychopathologie und Psychosomatik aller Altersstufen (insbesondere für Kinder, Jugendliche und alte Menschen)
  - 45 Stunden Psychopharmakologie und psychotrope Wirkung von Pharmaka
  - 15 Stunden Erste Hilfe
  - 75 Stunden Grundlagen der Forschungs- und Wissenschaftsmethodik
  - 30 Stunden Fragen der Ethik
  - 90 Stunden Rahmenbedingungen für die Ausübung der Psychotherapie, sowie

- der praktische Teil von zumindest 550 Stunden beinhaltet:
  - 50 Stunden Einzel- oder Gruppenselbsterfahrung
  - 480 Stunden Praktikum im Umgang mit verhaltensgestörten oder leidenden Personen in einer Einrichtung des Gesundheits- oder Sozialwesens unter fachlicher Anleitung und Aufsicht des Leiters oder eines Stellvertreters samt
  - 20 Stunden begleitender Teilnahme an einer Praktikumssupervision

Das Propädeutikum wird – je nach Anbieter – mit einer Prüfung oder einer schriftlichen Arbeit abgeschlossen.